# Bělostník
Bělostník (Krascheninnikovia) je rod rostlin patřící do čeledi laskavcovité (Amaranthaceae).

## Synonyma
- Ceratoides
- Eurotia

## Druhy
- Krascheninnikovia arborescens
- Krascheninnikovia ceratoides
- Krascheninnikovia compacta
- Krascheninnikovia ewersmannia
- Krascheninnikovia lanata

## Použití
Některé druhy lze použít jako okrasné rostliny, ozdobné habitem a listem.